# Francesco Bandini Piccolomini

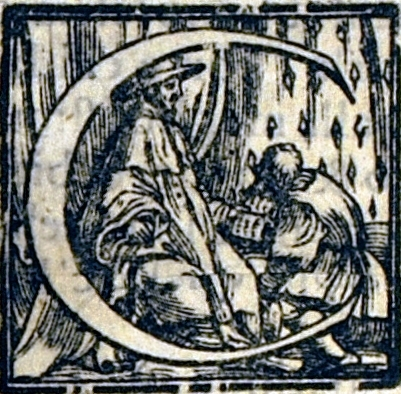
Francesco Bandini Piccolomini (Miniatur)

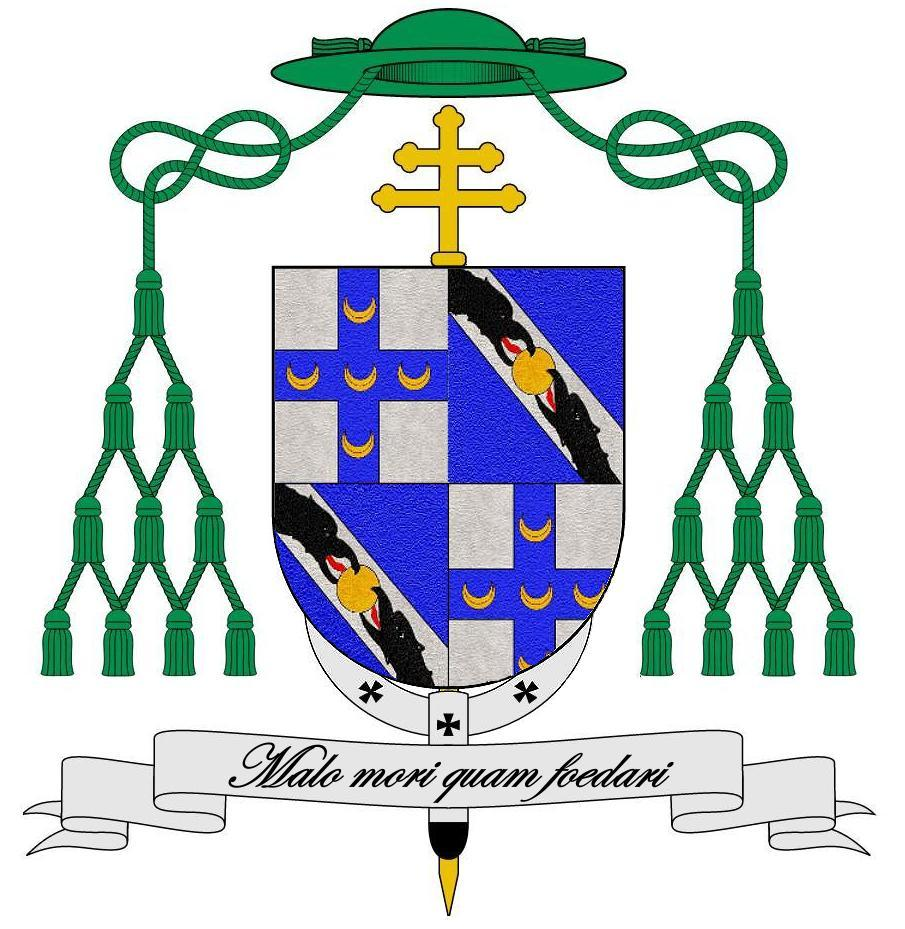
Erzbischofswappen von Francesco Bandini Piccolomini

Francesco Bandini Piccolomini (* 1500 in Siena; † 1588 in Tivoli) war ein katholischer Erzbischof und gehörte zur Adelsfamilie Piccolomini.

## Biografie
Bandini, der Sohn von Sallustio und Montanina Piccolomini Todeschini, stammte aus einer bedeutenden sienesischen Familie. Unter seinen engen Verwandten gab es neben den Piccolomini-Päpsten Pius II. und Pius III. auch Papst Paul III. Farnese. Von Kindheit an war er durch das Prestige der Familie seiner Mutter und durch den Einfluss seines Onkels Kardinal Giovanni Piccolomini, Bruder seiner Mutter und Erzbischof von Siena, geprägt. Diese unlösbaren Verbindungen führten dazu, dass er zusammen mit seinen Brüdern in die consorteria Piccolomini eintrat.
Er hatte eine gute literarische Ausbildung, absolvierte aber keinen echten akademischen Unterricht. 1525 beteiligte er sich an der Gründung der Accademia degli Intronati in Siena und erhielt das Pseudonym Scaltrito. Im Alter von dreizehn Jahren geriet er unter den Einfluss seines Onkels Kardinal Giovanni, der ihm die Möglichkeit gab, den Nachnamen Piccolomini hinzuzufügen, den Francesco für sich und seine Familie annahm. Da die Verbundenheit mit seiner Familie sehr stark war, wollte er das Familienwappen nicht aufgeben. Der Kardinal gab ihm die Möglichkeit, sich piccolomineo zu nennen.
Er war hin- und hergerissen zwischen der Wahl eines weltlichen Lebens, zu dem er sich mehr hingezogen fühlte, und eines klerikalen Lebens, in das ihn sein Onkel einführen wollte. 1529, nach den verheerenden Turbulenzen des Sacco di Roma, beschloss der Kardinal, seine Anwesenheit zu reduzieren, und übergab durch seinen Rücktritt seine Erzdiözese Siena an seinen Neffen, den er hastig zum Priester weihte. Francesco, der sich seiner Lebensw noch nicht sicher war, nahm die Bischofsweihe erst zehn Jahre später, 1538 nach dem Tod seines Onkels und nach dem Erhalt des vollen Besitzes der Diözese an. Während dieser Zeit verzichtete er nicht auf politische Aktivitäten zum Erhalt der freien Republik Siena, die im internationalen Gleichgewicht der damaligen Zeit immer prekärer wurde. Obwohl er Botschafter Karls V. war, geriet er allmählich in den Konflikt mit den kaiserlichen Interessen. Diese Ablehnung wurde deutlich, als ihn der Kaiser 1546 in einer Mission zugunsten von Siena nicht empfangen wollte. Solche irreparabel gebrochenen Beziehungen kosteten ihn im Konsistorium von 1551 das Purpurrot des Kardinals.

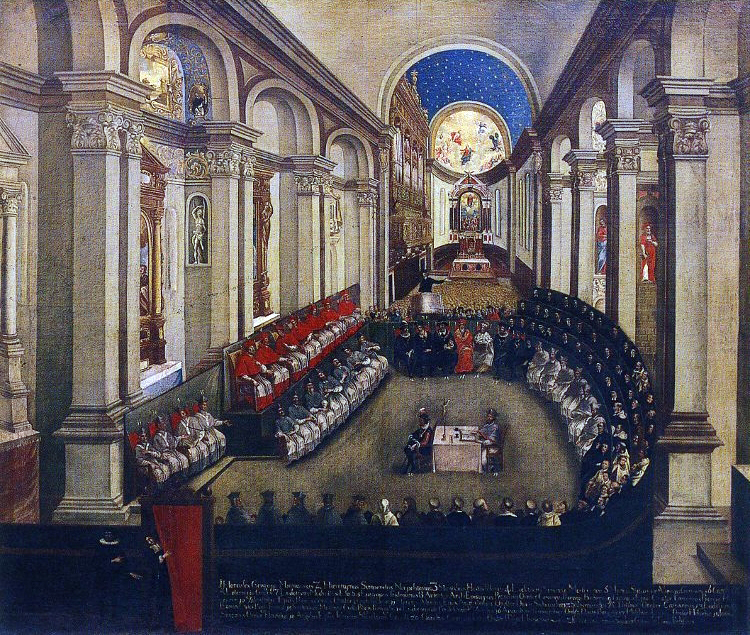
Das Konzil von Trient 1545 – 1564, an dem Erzbischof Bandini Piccolomini teilnahm.

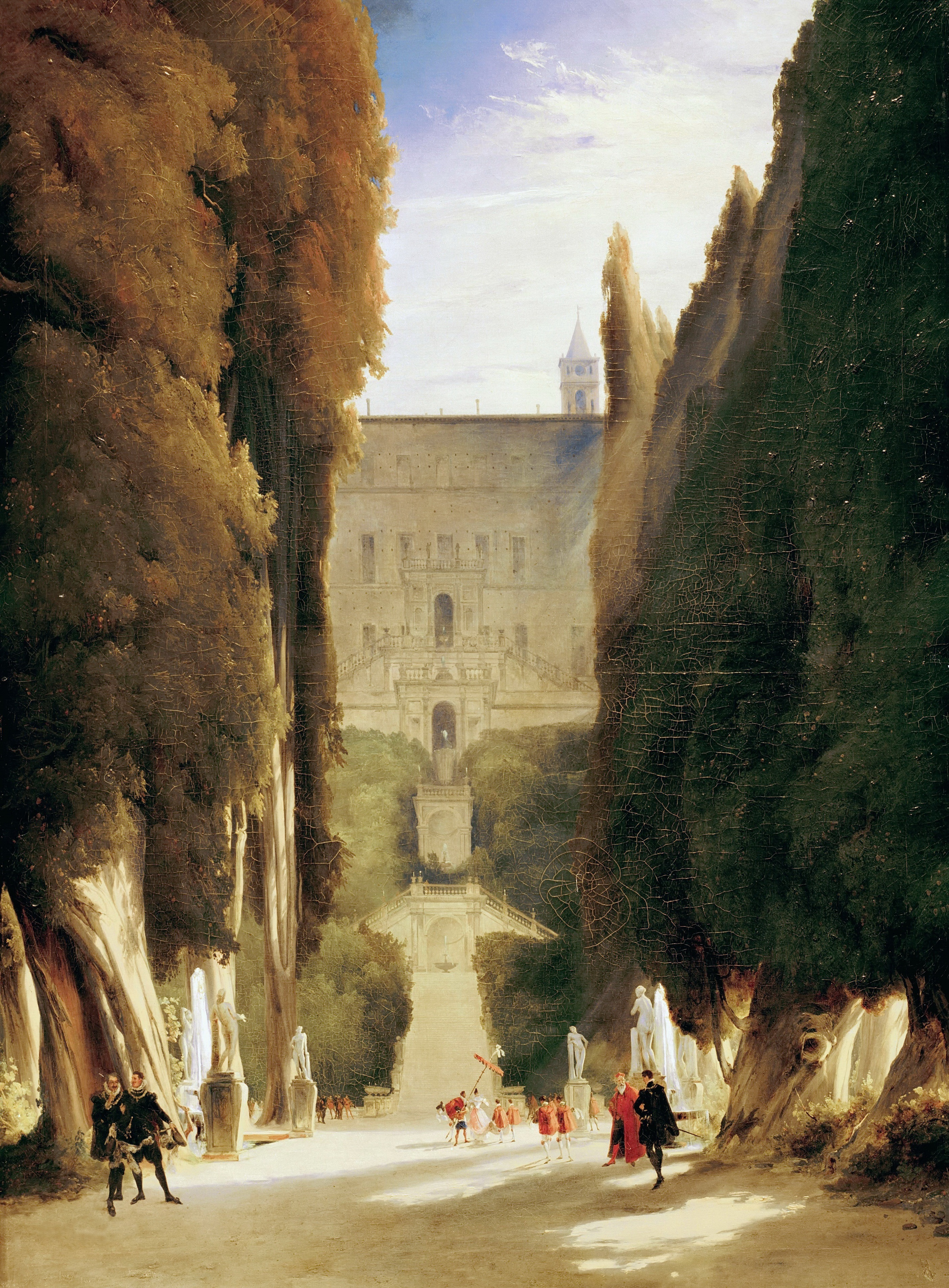
Park der Villa d'Este, (Carl Blechen), lange Zeit Residenz des Erzbischofs Bandini Piccolomini

Nachdem er jede Störung beseitigt hatte, beteiligte er sich aktiv an den Kriegen gegen die Spanier, unterstützt von den Ältesten der Republik, die sich mit den Streitkräften für die Sache Sienas einsetzten. Wegen seiner entschlossenen Teilnahme am politischen Leben der Republik beschäftigte er sich nur am Rande mit seinem erzbischöflichen und kirchlichen Wirken. Dennoch nahm er auf Drängen von Kardinal Cervini, Sieneser und zukünftiger Papst Marcellus II., am Konzil von Trient teil. Mehr als einmal versäumte er eine Sitzung, um sich zu Hause um seine Interessen zu kümmern, und verpasste damit eine klare Gelegenheit für einen Neuanfang im kirchlichen Leben, den ihm der zukünftige Papst bot. Nach Kriegsende verteidigte er die Republik Siena, die sich zusammen mit seinen Kampfgefährten und engsten Verbündeten nach Montalcino zurückgezogen hatte. Mit dem Tod seines Bruders Mario verließ er seine verlorene Heimat für immer und kehrte nur für kurze Periode zurück.
Dann zog er nach Rom, wo er fast dreißig Jahre lang lebte. Lange Zeit war er Gast der Kardinäle von Este, Ippolito und Luigi und richtete seine Residenz in der Villa von Montecavallo in Rom (heute Quirinalspalast) ein. Später, noch zu Gast der Kardinäle, etablierte er seine Residenz in der Villa d’Este in Tivoli. Mittlerweile gut in die Lebenswelt der römischen Gesellschaft eingeführt, ließ er in Tivoli einen Palast mit einem großen italienischen Garten und einem monumentalen Portal bauen, das Sebastiano Serlio zugeschrieben wird. Er erhielt das Gouvernement von Rom und nahm verschiedene Ämter in der Römischen Kurie und der Kirche ein. 1575 versuchte er, resigniert und erschöpft von den Ereignissen, sich mit den Medici versöhnen und Johanna von Österreich zur Großherzogin der Toskana krönen. In den folgenden Jahren hielt er mit der Ernennung von Papst Paul IV. und mit Unterstützung seiner Neffen Ascanio und Alessandro Piccolomini eine ununterbrochene Reihe von Diözesansynoden zur Anwendung der Ratserlasse bis zu seinem Tod im Jahr 1588 ab. Aus bibliographischer Sicht hinterließ er jedoch keine sichtbare Spur seiner Arbeit.
Aus kultureller Sicht versäumte er es jedoch nicht, sein kluges Andenken zu bewahren. Im Jahr 1571 gründete er nach dem Vorbild seiner alten sienesischen Akademie die Accademia degli Agevoli, die bald zu einer Ausbildungsstätte für Ideen, Studien und Wissen wurde. Sie besteht noch immer, obwohl sich der Name geändert hat. Er wurde im Petersdom, in der Nähe des Grabes der beiden Piccolomini-Päpste, begraben.